# Вовченко, Виталий Владимирович
Виталий Владимирович Вовченко (род. 14 января 1942, Кривой Рог, Днепропетровская область) — генерал-майор Вооружённых сил Российской Федерации, председатель Смоленского областного совета ветеранов, Почётный гражданин Смоленска.

## Биография
Родился 14 января 1942 года в городе Кривой Рог Днепропетровской области в семье рабочих.
В 1959 году окончил криворожскую среднюю школу № 36. В 1959—1961 годах работал токарем на шахте рудоуправления имени ХХ партсъезда.
В 1961 году поступил на учёбу в Челябинское высшее военное авиационное училище, окончил его в 1965 году по специальности «штурман-инженер». Служил на городе Спасск-Дальний Приморского края в частях Авиации дальнего действия, прошёл путь от штурмана самолёта до заместителя командира авиационной эскадрильи по политической части.
В 1974 году был переведён в Семипалатинскую область Казахской ССР, где был назначен заместителем командира авиаполка по политической части.
В 1977 году заочно окончил Военно-политическую академию имени В. И. Ленина. С 1979 года служил в должности начальника политотдела авиадивизии в посёлке Серышево Амурской области. В 1984 году был направлен в Политуправление Военно-воздушных сил, где служил инспектором в течение трёх лет. С 1987 года проживал в Смоленске, занимал должность начальника политотдела и члена Военного совета 46-й воздушной армии Верховного главного командования стратегического назначения.
За время своей службы освоил пять типов самолётов авиации дальнего действия и стратегической авиации, налетав в общей сложности 2500 часов.
Когда в 1994 году 46-я воздушная армия была расформирована, Вовченко в звании генерал-майора авиации был уволен в запас. Работал в Смоленске заместителем директора завода «Протон», затем директором санатория «Мать и дитя». В 1996 году был избран депутатом Смоленского городского совета. Став его председателем, занимал эту должность до января 2005 года в двух созывах городского совета. Одновременно в 1997—2003 годах входил в Координационный совет по местному самоуправлению при председателе Государственной думы.
С 2005 года занимает должность председателя Смоленского областного совета ветеранов войны, труда, Вооружённых сил и правоохранительных органов. Активно занимается общественной деятельностью.

## Награды
Награждён орденами Красной Звезды, «За службу Родине в Вооружённых Силах СССР».
31 августа 2009 года за «большой личный вклад в развитие Военно-воздушных сил, деятельность в органах местного самоуправления города Смоленска, в ветеранском движении» Виталию Владимировичу Вовченко было присвоено звание Почётного гражданина Смоленска.